# Paral·lel 82° nord
El paral·lel 82° nord és una línia de latitud que es troba a 82 graus nord de la línia equatorial terrestre. Travessa l'Oceà Àrtic i Amèrica del Nord.

## Geografia
En el sistema geodèsic WGS84, al nivell de 82° de latitud nord, un grau de longitud equival a 15,544 km; la longitud total del paral·lel és de 5.595 km, que és aproximadament 14,0% de la de l'equador, del que es troba a 9.108 km i a 894 km del pol Nord
Com tots els altres paral·lels a part de l'equador, el paral·lel 82° nord no és un cercle màxim i no és la distància més curta entre dos punts, fins i tot si es troben al mateix latitud. Per exemple, seguint el paral·lel, la distància recorreguda entre dos punts de longitud oposada és 2.798 km; després d'un cercle màxim (que passa pel Pol Nord), només és 1.788 km.

## Durada del dia
En aquesta latitud, el sol és visible durant 24 hores i 0 minuts a l'estiu, i resta sota l'horitzó tot el dia en solstici d'hivern.

## Arreu del món
Començant al meridià de Greenwich i dirigint-se cap a l'est, el paral·lel 82º passa per:
| Coordenades                             | País, territori o mar   | Notes                                                                         |
| --------------------------------------- | ----------------------- | ----------------------------------------------------------------------------- |
| 82° 0′ N, 0° 0′ E / 82.000°N,0.000°E    | Oceà Àrtic              | Passa al nord de la Terra del Príncep Rodolf, Terra de Francesc Josep, Rússia |
| 82° 0′ N, 89° 0′ O / 82.000°N,89.000°O  | Canadà                  | Nunavut - Ellesmere                                                           |
| 82° 0′ N, 62° 34′ O / 82.000°N,62.567°O | Estret de Nares         |                                                                               |
| 82° 0′ N, 59° 59′ O / 82.000°N,59.983°O | Groenlàndia             | Terra de Nyeboe                                                               |
| 82° 0′ N, 54° 13′ O / 82.000°N,54.217°O | Fiord Saint George      |                                                                               |
| 82° 0′ N, 52° 43′ O / 82.000°N,52.717°O | Groenlàndia             | Illa de Hendrik                                                               |
| 82° 0′ N, 51° 34′ O / 82.000°N,51.567°O | Fiord de Sherard Osborn |                                                                               |
| 82° 0′ N, 49° 0′ O / 82.000°N,49.000°O  | Groenlàndia             | Terra de Wulff                                                                |
| 82° 0′ N, 46° 31′ O / 82.000°N,46.517°O | Fiord Victoria          |                                                                               |
| 82° 0′ N, 32° 26′ O / 82.000°N,32.433°O | Groenlàndia             | Cap Christian Erichsen                                                        |
| 82° 0′ N, 29° 57′ O / 82.000°N,29.950°O | Fiord Independence      |                                                                               |
| 82° 0′ N, 24° 48′ O / 82.000°N,24.800°O | Groenlàndia             | Cap Peter Henrik                                                              |
| 82° 0′ N, 23° 55′ O / 82.000°N,23.917°O | Fiord Hagen             |                                                                               |
| 82° 0′ N, 23° 10′ O / 82.000°N,23.167°O | Groenlàndia             | Cap Rigsdagen                                                                 |
| 82° 0′ N, 22° 13′ O / 82.000°N,22.217°O | Oceà Àrtic              | Mar de Wandel                                                                 |
| 82° 0′ N, 21° 18′ O / 82.000°N,21.300°O | Groenlàndia             | Illa de la Princesa Thyra                                                     |
| 82° 0′ N, 20° 43′ O / 82.000°N,20.717°O | Oceà Àrtic              | Mar de Wandel                                                                 |
| 82° 0′ N, 20° 17′ O / 82.000°N,20.283°O | Groenlàndia             | Illa de la Princesa Margaret                                                  |
| 82° 0′ N, 17° 50′ O / 82.000°N,17.833°O | Oceà Àrtic              |                                                                               |